# Digital Enhanced Cordless Telecommunications

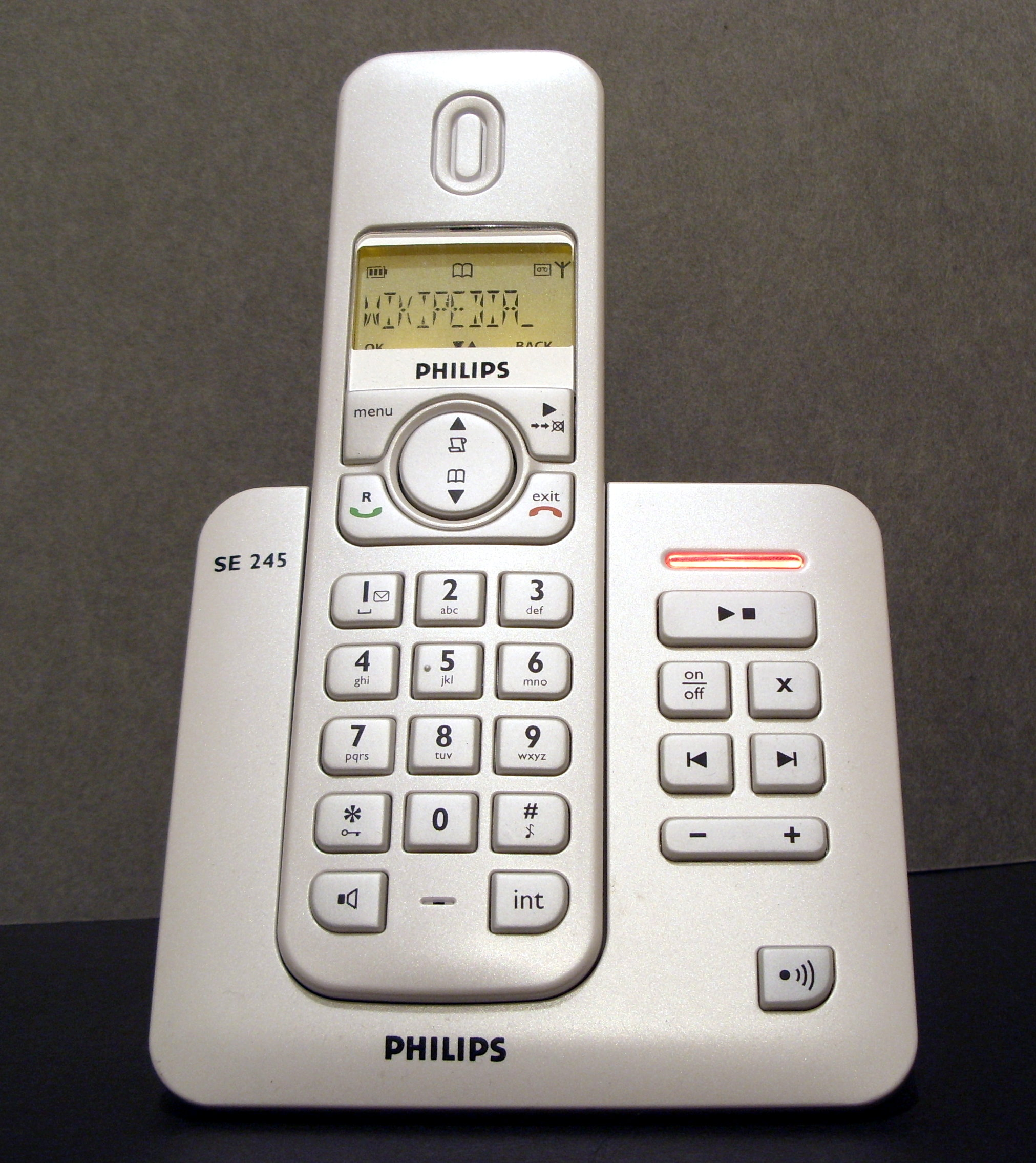
Telefon Philips SE245 działający w systemie DECT

DECT (ang. Digital Enhanced Cordless Telephony) – system cyfrowej łączności bezprzewodowej na niewielkich odległościach opracowany przez Europejski Instytut Norm Telekomunikacyjnych (ETSI). Według założeń przystosowany zarówno do transmisji mowy, danych oraz krótkich wiadomości. 
System DECT stanowi system telefonii bezprzewodowej, który realizuje metodą radiową dostęp do sieci stałych na obszarach dużego natężenia ruchu telekomunikacyjnego takich jak w portach lotniczych, centrach miast czy na stacjach.

## Charakterystyka

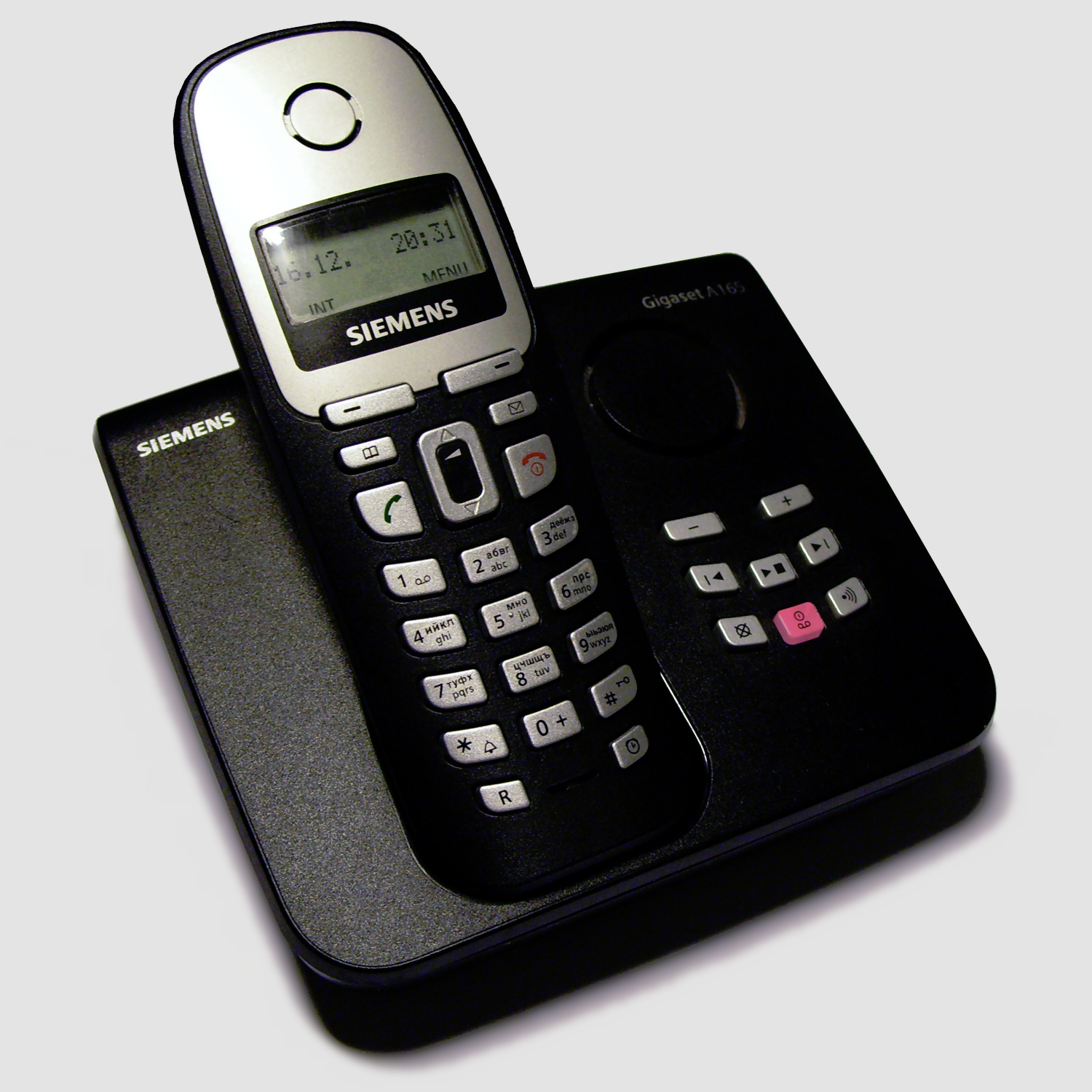
Telefon Siemens Gigaset

System DECT działa w obrębie do kilkuset metrów i złożony jest ze stacji ruchomych zwanymi również częściami ruchomymi (ang. portable parts), które komunikują się ze stacjami bazowymi – częściami stałymi (ang. fixed parts). Poza tym zawiera również blok zwany stałym (ang. fixed system), który steruje stacjami bazowymi. Z blokiem tym współpracuje baza danych w celu zarządzania połączeniami użytkowników. System DECT toleruje poruszanie się stacji ruchomych z prędkością do 20 km/h. Dostęp do sieci zewnętrznych jest realizowany przez jednostkę współpracy (ang. interworking unit).
Konfiguracja systemu DECT zależy od wielkości systemu jak i jego zastosowania. W wersji podstawowej wykorzystuje 10 kanałów radiowych w zakresie częstotliwości 1880 do 1900 MHz (każde urządzenie DECT powinno być przystosowane do wykorzystania tych kanałów). ETSI przewidziało także możliwość użytkowania kolejnych 23 kanałów.
Dzięki zwielokrotnieniu czasowemu TDMA w jednym kanale może być jednocześnie transmitowanych do 12 niezależnych rozmów telefonicznych lub innych sygnałów cyfrowych. Sygnały w obu kierunkach przesyłane są na przemian tym samym kanałem.
W standardzie DECT stosuje się 10 częstotliwości nośnych na których dokonuje się transmisji z dostępem TDMA za pomocą 24 okienek (szczelin) czasowych w trybie dupleksowym TDD, polegającym na kolejnym przesyłaniu w obie strony ramek na pojedynczej częstotliwości nośnej. Dwanaście szczelin służy do transmisji ze stacji bazowej do terminala ruchomego, pozostałe 12 szczelin – w kierunku odwrotnym.
Mowa kodowana jest z wykorzystaniem ADPCM z przepływnością 32 kb/s.
Nadajniki wykorzystują modulację GFSK i mają moc maksymalną (w impulsie) 250 mW. Typowe urządzenia w otwartym terenie mają zasięg około 100 do 500 m (w pomieszczeniach – do 50 m).

## Zastosowanie
Standard DECT stosowany jest w:
- bezprzewodowych telefonach domowych
- nianiach elektronicznych
- niewielkich sieciach telefonicznych
- systemach komórkowych jako uzupełnienie realizacji bezprzewodowej pętli abonenckiej
- usługach typu telepoint
- realizacji dostępu bezprzewodowego do sieci lokalnych

## Opis systemu

### Historia
System DECT jest to wielofunkcyjny, cyfrowy, europejski standard telefonii bezprzewodowej, który umożliwia uzyskanie radiowego dostępu do stacjonarnych sieci telekomunikacyjnych. Pracuje w zakresie częstotliwości od 1800 MHz do 1900 MHz (10 częstotliwości nośnych, modulacja GFSK, BT=0,5).
Pierwsze systemy telefonii bezprzewodowej (ang. cordless telephony) powstały w Wielkiej Brytanii. Pierwsze z nich pracowały w technice analogowej ze zwielokrotnieniem częstotliwościowym (CT-1). 
W następnych generacjach zastosowano technikę cyfrową (CT-2, CT-3, DECT). Standard DECT został zaprojektowany w latach 1988 – 1992. Posiada on następujące zastosowania:
- w domowych telefonach bezprzewodowych
- w bezprzewodowych, abonenckich centralach telefonicznych PABX
- w bezprzewodowym dostępie do lokalnych sieci komputerowych LAN
- w radiowych sieciach dostępowych WLL
- jako system dostępu do sieci publicznej PSTN i ISDN.

W standardzie DECT stosuje technikę dostępu MC/TDMA/TDD tzn. praca na wielu (10) częstotliwości nośnych MC (ang. multicarrier) z podziałem czasowym TDMA oraz duplexem czasowym TDD. W porównaniu z tradycyjną technologią FDMA (ang. frequency division multiplex access),wydzielającą pasma dla każdego kanału i potrzebującą dla niego oddzielnego nadajnika, DECT potrzebuje tylko jednego nadajnika dla wszystkich kanałów. Jego istotną zaletą w porównaniu z systemem GSM jest to, że nie wymaga on budowy drogich sieci dedykowanych i równoległych. Stąd znacznej obniżce ulegają nakłady inwestycyjne ponoszone przez operatorów, a w konsekwencji i koszty jednostkowe usług oferowanych abonentom. Duża pojemność systemu DECT jest uzyskiwana przez zastosowanie dynamicznego przydziału kanału oraz podział obszaru pokrycia na małe komórki.
System DECT zapewnia ciągłą łączność przy przemieszczaniu się z jednej komórki do drugiej. Umożliwia także dostęp do wielu sieci telekomunikacyjnych, m.in. do PSTN oraz ISDN. System jest przeznaczony do obsługi abonentów w mieszkaniach (realizuje usługi równoważne uzyskiwanym za pomocą konwencjonalnego telefonu), biurach (łączy funkcje PBX z możliwością używania terminali ruchomych do transmisji mowy i danych) oraz abonentów ruchomych. 
System DECT nie realizuje komutacji dla zestawiania połączeń. Z tego względu funkcję tę musi realizować sieć telekomunikacyjna, do której DECT jest przyłączony. W ramach systemu jest natomiast realizowane przełączanie kanałów wynikające z przemieszczania się terminala abonenta z obszaru zasięgu stacji bazowej do obszaru zasięgu sąsiedniej stacji bazowej w sieci danego operatora.

### Standard DECT
Wymagania dla standardu DECT są zawarte w dokumentach ETS 300 175 opublikowanych przez Europejski Instytut Norm Telekomunikacyjnych ETSI (European Telecommunications Standards Institute).

#### Charakterystyczne cechy
- Wysoka jakość kodowania mowy koder ADPCM, 32 kbit/s,
- Pojemność obsługa ruchu rzędu 10000 Erl/km²/piętro (założenia: odległość pomiędzy stacjami bazowymi 25 m, komórka sześciokątna),
- Rozproszony kanał rozsiewczy i sterujący – stacja bazowa przynajmniej w jednym z kanałów prowadzi ciągłą transmisję informacji systemowych co ułatwia stacjom ruchomym szybkie określenie praw dostępu do stacji i usług,

- Dynamiczny wybór kanałów (DCS – Dynamic Channel Selection) – stacja ruchoma prowadzi obserwację widma i mierzy poziom sygnału w wykrytych kanałach (dla poszczególnych szczelin); wyniki pomiarów pozwalają na wybór kanału optymalnego ze względu na poziom zakłóceń oraz poziom sygnału emitowanego przez stację bazową,
- Szybkie przenoszenie połączeń (seamless handover) – system zapewnia szybką realizację przeniesienia połączenia podejmowanego z inicjatywy stacji ruchomej. Połączenie przez pewien czas jest realizowane w obu kanałach, ostatecznie wybierany jest kanał oferujący lepszą jakość transmisji,
- Rozbudowany system zabezpieczeń subskrypcja (subscription), autoryzacja (authentication), szyfrowanie danych w łączu radiowym (encryption),
- Elastyczne tryby transmisji danych: dynamiczny przydział zasobów umożliwia efektywną transmisję pakietów danych,  możliwość alokacji zasobów w zależności od potrzeb stacji ruchomej,
- Uproszczone planowanie i instalacja sieci – Mechanizm DCS umożliwia łatwą instalację nowych stacji bazowych (bez uprzedniej koordynacji częstotliwości),
- Profile użytkownika – Profil jest podzbiorem wymagań standardu DECT. Określa on wymagania stawiane urządzeniom, które mają być wykorzystane w określonych zastosowaniach,

- CI (Common Interface) – podstawowy standard transmisji radiowej,
- GAP (General Access Profile) – ogólny profil określający teleusługi w sieciach publicznych i prywatnych (GAP zapewnia podstawową współpracę telefonów DECT pochodzących od różnych producentów),
- CTM (Cordless Terminal Mobility Profile) – rozszerzenie profilu GAP o możliwość realizacji przeniesień w sieci i między sieciami (+ połączenia alarmowe i rozszerzone możliwości lokalizacji)
- GIP (GSM Interworking Profile) – transmisja mowy z/do sieci GSM,
- IAP (ISDN Access Profile), IIP (ISDN Intermediate Profile) – profile określające współpracę z siecią ISDN; IAP – FP i PP pełnią funkcję terminala w sieci ISDN, IIP – FP i PP pełnią funkcję bramki pomiędzy siecią ISDN a terminalami ISDN dołączonymi do PP,
- RAP (Radio local loop Access Profile) – profil określający zasady wykorzystania systemu DECT w sieciach dostępowych,
- DPRS (DECT Packet Radio Services) – realizacja transmisji pakietowej,
- MMAP (Multi Media Access Profile) – profil określający łączne transmisje danych i głosu.

#### Parametry techniczne
- Rodzaj wielodostępu MC – TDMA / TDD – system wielu nośnych, wielodostęp z podziałem czasu TDMA, i dwukierunkowość z podziałem czasu,
- Modulacja GFSK (Gaussian Frequency Shift Keying) – binarne kluczowanie częstotliwości z gaussowskim kształtowaniem sygnału modulującego,
- Filtr w paśmie podstawowym z parametrem BT = 0,5 (gaussowski),
- Dewiacja częstotliwości – 288 kHz,
- Pasmo częstotliwości w zakresie 1880 do 1900 MHz,
- Częstotliwość fali nośnej kanału 1 – 1881,792 MHz,...... Kanału 10 – 1897,334 MHz,
- Odstęp międzykanałowy – 1728 kHz,
- Liczba kanałów radiowych – 10,
- Liczba kanałów rozmównych w kanale radiowym – 12,
- Max liczba kanałów rozmównych – 120,
- Czas trwania ramki – 10 ms (12Tx + 12Rx),
- Całkowita przepływność informacji w systemie (Gross Bit Rate) – 1152 kbit/s,
- 32 kbit/s pole B (ruch telefoniczny) na szczelinę,
- 6,4 kbit/s pole A (kontrola, sygnalizacja) na szczelinę,
- Kodek – 32 kbit/s ADPCM zgodnie z zal. G.721 CCITT,
- Niedokładność częstotliwości – 50 Hz,
- Moc szczytowa nadajnika w impulsie (w czasie transmisji pakietu – dotyczy stacji bazowej i terminalu): 250 mW; + 24 dBm +/-1 dB,
- Średnia wartość mocy promieniowanej: 10 mW,
- Próg odbioru przy BER = 10-3: -86 dBm, BER = 10-5: -73 dBm,
- Dopuszczalna prędkość stacji ruchomej – do 20 km/h (GSM do 250 km/h),
- Zasięg (Promień) komórki – 50 - 300 m,

#### Podstawowe zabezpieczenia
- autoryzacja terminala ruchomego PT,
- autoryzacja części stałej FT,
- wzajemna identyfikacja,
- poufność (szyfrowanie danych) realizowane przy pomocy algorytmu DSC (DECT Standard Cipher)[1],
- identyfikacja użytkownika.

System zasadniczo pracuje w zakresie częstotliwości od 1880 MHz do 1900 MHz i stanowi wsparcie dla telefonii GSM. 
Ostatnie modyfikacje mają na celu:
- wprowadzenie wielowartościowej modulacji fazowej dla uzyskania dużych szybkości transmisji,
- nowe profile transmisji danych i zakresy częstotliwości np. 2400 MHz i 3500 MHz,
- transmisję niesymetryczną.

Prowadzone są dalsze prace zmierzające do ewolucji w kierunku systemów trzeciej generacji IMT-2000 oraz wykorzystujące szeroko technikę telefonii IP. Opracowano nowy system domowej, szerokopasmowej sieci bezprzewodowej oparty na technologii DECT (CAT-iq- Cordless Advanced Technology – internet and quality) przesyłający sygnały mowy, muzyki (radio internetowe), wideo, zarządzania książką adresową, bezpieczeństwa transmisji, łatwości  obsługi, jakości i kompatybilności.

## Literatura
1. K. Wesołowski, Systemy radiokomunikacji ruchomej, WKiŁ, Warszawa 2003, str. 332-340, str 94-95, str. 348-351
2. D. Wasiak, Parametry systemu DECT, oprac. wew. IRPW
3. M. Nawrocki i inni, Wybrane zagadnienia kompatybilności SDRA oraz systemów telefonii bezprzewodowej pracujących według standardu DECT, KKRR Poznań 1999, str.165-168
4. K. Radecki, Badanie systemu telefonii bezprzewodowej w standardzie DECT, Laboratorium systemów radiokomunikacyjnych
5. C&C Partners Telekom Sp.z o.o., Instrukcja obsługi systemu KIRK DECT 1500